# 雲邊有個小賣部
《雲邊有個小賣部》（英語：Moments We Shared）是2024年上映的中国大陆剧情片，根據張嘉佳同名小說改編，張嘉佳亦擔任編劇及導演，彭昱暢、周也領銜主演，艾麗婭、陳賢恩主演，2024年6月22日在中國大陸正式上映。

## 剧情概要
剧情讲述向往城市生活的普通青年刘十三在经历了爱情与事业的双重打击后，被外婆带回了家乡云边小镇，外婆和儿时的好友程霜陪伴他度过了一段平静的时光。

## 演員與角色
- 彭昱暢 饰演 劉十三

一个从小与外婆相依为命的云边镇少年，希望通过自己的努力改变命运，但经历了许多挫折和磨难。
- 周也 饰演 程霜

刘十三的好友，性格飒爽、善良真诚的女孩；虽身患重病，但始终保持着对生活的热爱。
- 艾麗婭 饰演 王鶯鶯

刘十三的外婆，一个乐观坚韧、无限包容的老人。
- 陳賢恩 饰演 王球球

听话、懂事的小女孩，她帮助刘十三解决了一些问题，两人之间因此有了特别的联系。
- 孔連順 饰演 牛大田

在云边镇经营赌场的年轻人，态度嚣张跋扈，唯独在自己喜欢的秦小贞面前，显得特别紧张和害羞。
- 張藝凡 饰演 秦小貞

牛大田喜欢的女生，她并不在乎牛大田文化程度不高。
- 林家川 饰演 王勇

球球的父亲，妻子重病去世后精神状态变得失常。
- 田依桐 饰演 牡丹

刘十三大学时期的女友，但她对刘十三的态度很冷谈。
- 王珞丹 饰演 毛婷婷（特别出演）

云边镇公认的第一美人，为了躲避赌徒弟弟的纠缠和暴力，最终选择远嫁南方。
- 王大陸 饰演 毛志杰（特别出演）

毛婷婷的弟弟，嗜赌并常常因此欠下巨额赌债，需要依靠姐姐的救济生活。
- 馬伯騫 饰演 智哥（特别出演）

刘十三的大学同学和好友，一个热爱音乐、充满梦想的青年。
- 孟子義 饰演 唐糖（特别出演）

云边镇民警。
- 陳妍希 饰演 罗素娟（友情出演）

程霜的小姨，刘十三年少时在罗素娟家补课而认识了程霜。
- 李嘉琦 饰演 吴姐（友情出演）
- 張祐維 饰演 闫校文（友情出演）
- 易小星 饰演 保安小星（友情出演）
- 酷酷的騰 饰演 保安小腾（友情出演）
- 王天放 饰演 保安小王（友情出演）
- 沈南 饰演 毛婷婷与韩牛的婚礼司仪（友情出演）
- 喬杉 饰演 韩牛，毛婷婷的丈夫。（惊喜出演）
- 劉昊然（惊喜出演）
- 趙露思（惊喜出演）

## 製作
该片于2020年5月获得国家电影局批准立项，由张嘉佳担任编剧。2022年9月发布概念海报，正式宣布电影制作。2023年6月22日正式开机拍摄并宣布彭昱畅出演男主角刘十三，8月宣布周也出演女主角程霜。影片主要在浙江宁波的奉化大堰村和宁海深甽镇取景拍摄，于同年9月12日杀青。

## 电影音乐
| 曲序 | 曲目                             |                        | 作曲       | 编曲           | 製作人       | 演唱           | 备注                             | 时长 |
| ---- | -------------------------------- | ---------------------- | ---------- | -------------- | ------------ | -------------- | -------------------------------- | ---- |
| 1.   | 刘十三（给刘十三的主题曲）       | 张嘉佳                 | 胡彦斌     |                | 胡彦斌       | 智哥           |                                  |      |
| 2.   | 程霜（给程霜的主题曲）           | 陈曦                   | 董冬冬     | 闫天午         | 董冬冬       | 张靓颖         | 原曲：田园《我在这里》           | 3:48 |
| 3.   | 云边有个小卖部（同名主题曲）     | 张淮翊、张靓颖、张嘉佳 | 熊汝霖     | 熊汝霖、满杰   | 熊汝霖       | 张靓颖         |                                  | 3:14 |
| 4.   | 我們的王鶯鶯（给王莺莺的主题曲） | 沃特艾文儿             | 矶村由纪子 | 何山           | 李彦泽       | 周深           | 原曲：矶村由纪子《风居住的街道》 |      |
| 5.   | 含着眼泪奔跑的人（推广曲）       | 苟璘                   | 刘九佑     | 刘九佑         | 刘九佑       | 杨坤           |                                  | 4:41 |
| 6.   | 向云端（片尾曲）                 | 海洋Bo                 | 海洋Bo     | 王大夫         | 张泽宥、小贾 | 小霞、海洋Bo   | 收录于小霞、海洋Bo同名单曲专辑   |      |
| 7.   | 半边山半边海（插曲）             | 王铮亮、陈楚生         | 王铮亮     | 王铮亮、陈楚生 | 王铮亮       | 王铮亮、陳楚生 | 收录于王铮亮专辑《还是爱着》     |      |
| 8.   | 这是我这一生最勇敢的瞬间（插曲） | 堎镜乐队               | 堎镜乐队   | 堎镜乐队       | 堎镜乐队     | 堎镜乐队       | 收录于堎镜乐队同名单曲专辑       |      |

## 发行
该片于2024年6月22日在中国大陆院线上映，同年8月7日上线流媒体平台。

## 反响
据浙江在线报道，该片上映后吸引了超过16万人次游客到取景地之一宁波奉化的大堰镇旅游，从而带动了当地农民的收入。

### 票房
该片在中国大陆上映后连续11天蝉联每日票房冠军，其中第2天总票房突破1亿人民币；7月3日以4亿人民币的票房成绩暂列中国大陆2024年暑期档票房冠军，最终以4.99亿人民币的票房成绩位列暑期档票房第4名。
| 上一届： 《排球少年！！ 垃圾场的决战》 | 2024年中国内地一周票房冠军 第25-26周 | 下一届： 《默杀》 |